# Schwarzenau
Schwarzenau osztrák mezőváros Alsó-Ausztria Zwettli járásában. 2019 januárjában 1505 lakosa volt.

## Elhelyezkedése

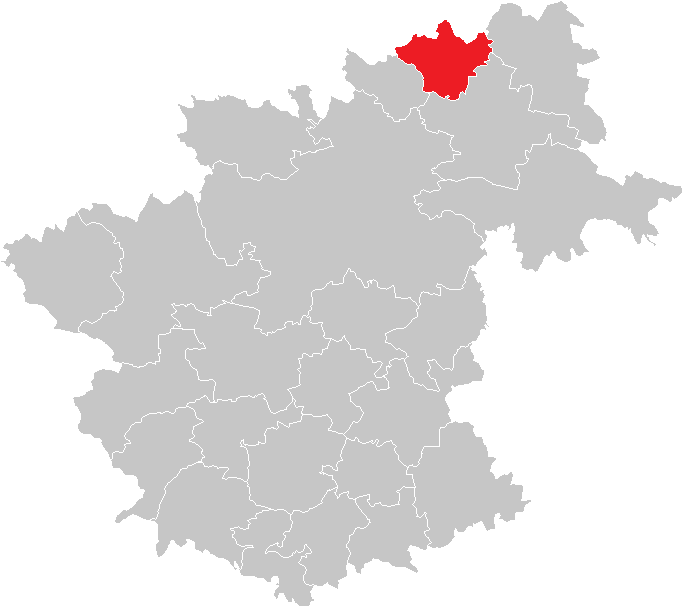
Schwarzenau a Zwettli járásban

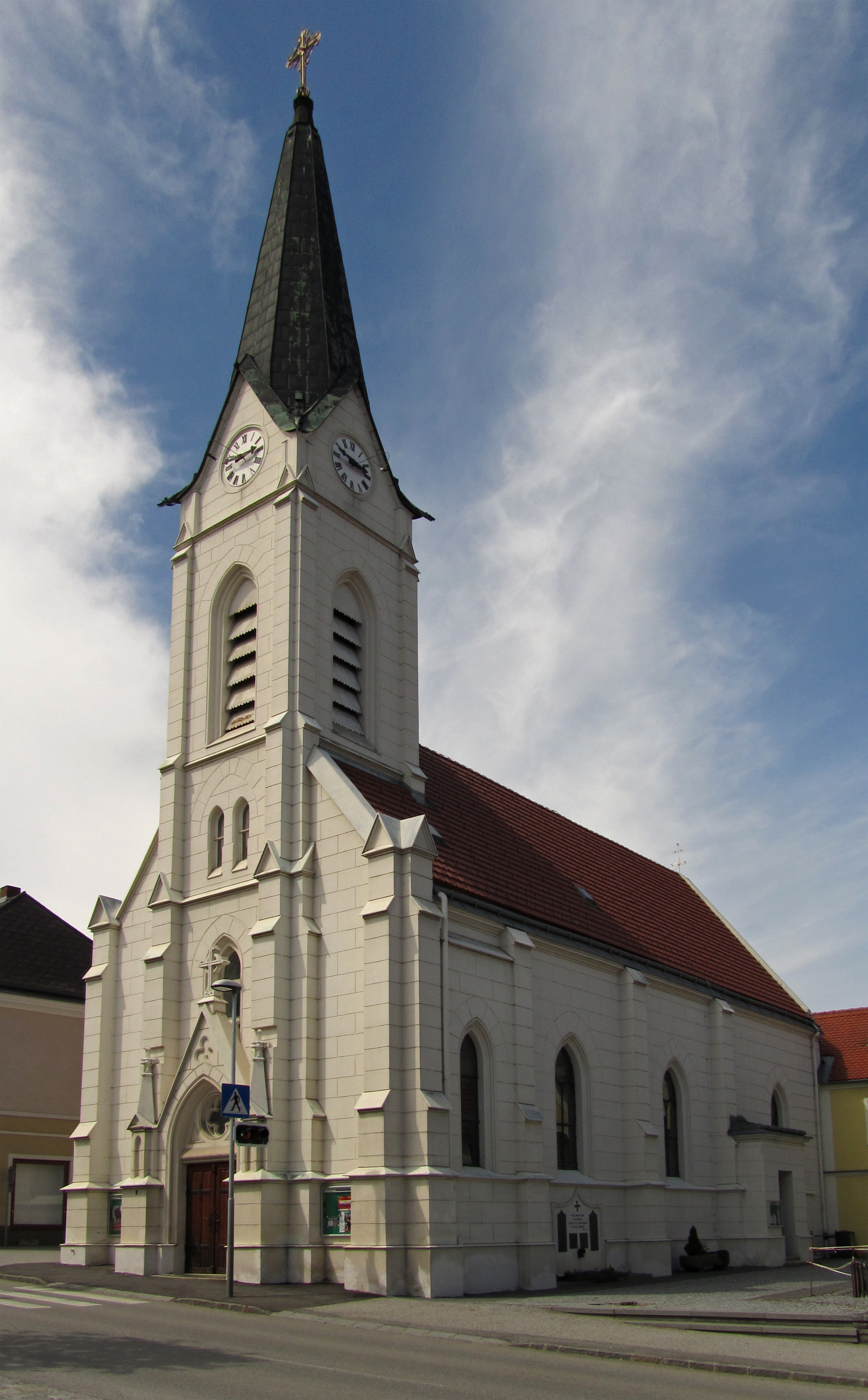
A Mária szíve-plébániatemplom

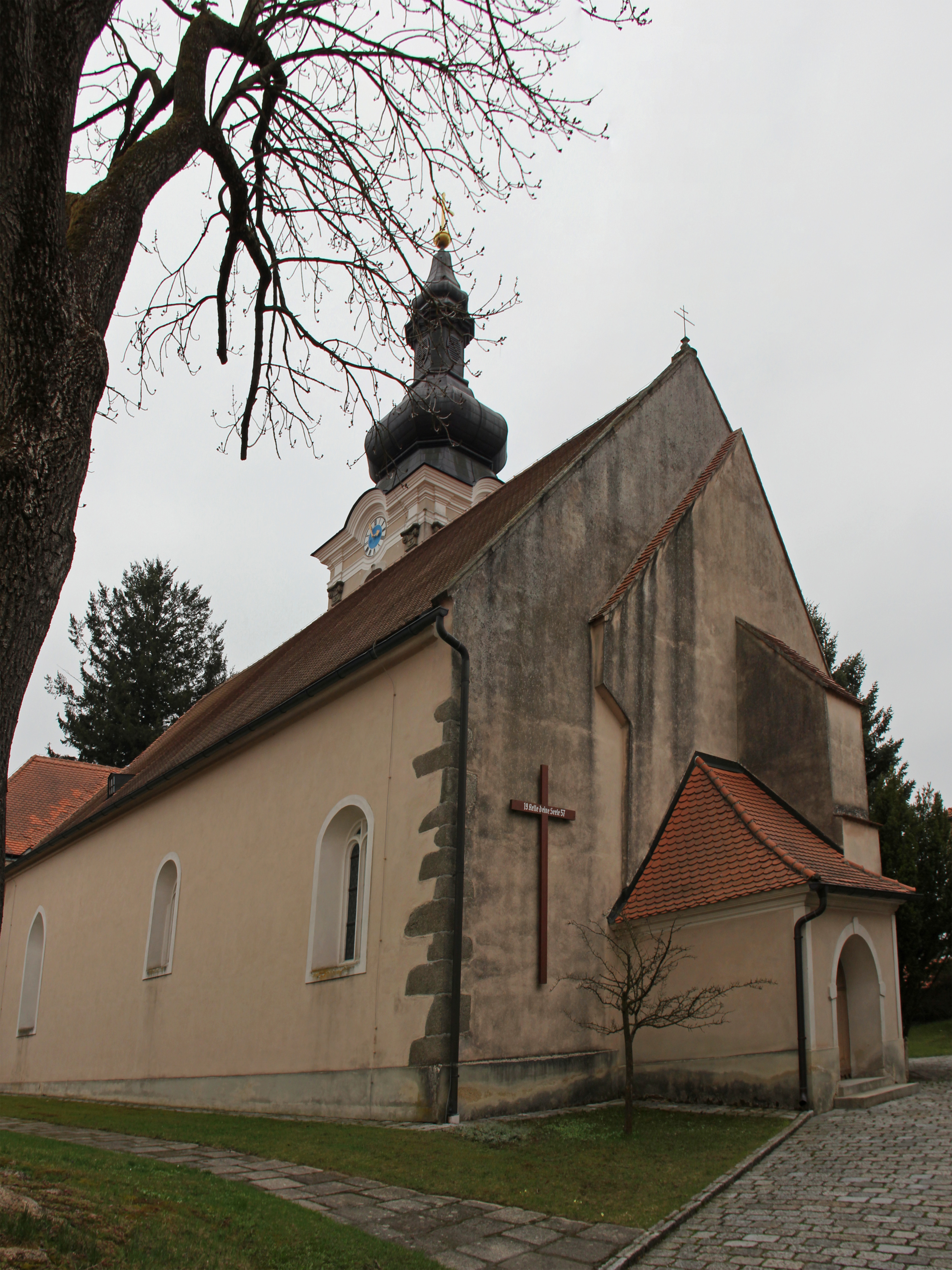
A Szt. Márton-plébániatemplom

Schwarzenau Alsó-Ausztria Waldviertel régiójában fekszik, a Thaya folyó mentén. Területének 16,7%-a erdő. Áthalad rajta a B2 autóút. Az önkormányzat 8 településrészt és falut egyesít: Ganz (58 lakos 2019-ben), Großhaselbach (129), Hausbach (239), Limpfings (38), Modlisch (19), Schlag (48), Schwarzenau (844) és Stögersbach (130). A kataszteri közösségek Ganz, Großhaselbach, Hausbach, Limpfings, Modlisch, Schlag, Schwarzenau és Stögersbach.
A környező önkormányzatok: keletre Göpfritz an der Wild, délkeletre Allentsteig, délnyugatra Echsenbach, északnyugatra Vitis, északra Windigsteig.

## Története
Schwarzenaut 1150-ben említik először, amikor a passaui püspök a Kaja-Kanegg nemzetségnek adományozta. Nem sokkal ezután a Mühlbachok kapták meg, akik erődöt építettek a Horn-Gmünd útvonal ellenőrzésére, de ezt még a 12. század végén felváltotta egy másik vár.
A 13. század második felében Schwarzenau a Mühlbachoktól rokonaikra, a Streun-Falkenstein családra szállt, akik ezután közel 400 évig, 1636-ig uralták a birtokot. Ők a 13. században a Plain-Hardegg grófok hűbéresei voltak, később a Maidburg-Hardegg, a Schaunberg, majd a Görz-Tirol grófoké. A Görzök 1500-as kihalása után közvetlenül az osztrák herceg volt a hűbéruruk. A Streunok a 16. században protestáns hitre tértek. Neves képviselőjük volt Reichard Streun (1537-1600) politikus, diplomata és történetíró aki 1592 a középkori várat teljesen átépíttette reneszánsz kastéllyá. Az utolsó schwarzenaui Straun, George 1619-ben szembeszállt II. Ferdinánd császárral, de kegyelmet kapott. Adósságai miatt 1639-ben eladta a birtokot és külföldre költözött.
Schwarzenau ezután többször váltott gazdát, többek között a Polheim és a Strassaldo grófok, valamint a Pereira-Arnstein bárók birtokolták. A Polheimek idején a kastélyt látványos barokk stukkódíszítéssel dekorálták, ami miatt az épületet néha az osztrák stukkómúzeumnak is nevezik. A 19. században megépült a Ferenc József-vasútvonal, ami a település gazdasági fellendülését hozta magával. 1875-ben egy vonat kisiklott és a balesetben kilencen életüket vesztették. 1891-ben egy nagyszabású hadgyakorlat idején a kastélyban szállt meg Ferenc József osztrák, valamint II. Vilmos német császár.
Schwarzenaut 1930-ban mezővárosi rangra emelték. A második világháborút követően a megszálló szovjet csapatok megrongálták a kastélyt, amelyet 1985-1993 között átfogóan felújítottak. 1971-ben a szomszédos Großhaselbach, Hausbach és Stögersbach községeket Schwarzenauhoz csatolták.

## Lakosság
A schwarzenaui önkormányzat területén 2019 januárjában 1505 fő élt. A lakosságszám 1981-ben még meghaladta az 1900-at, azóta csökkenő tendenciát mutat. 2016-ban a helybeliek 95,9%-a volt osztrák állampolgár; a külföldiek közül 0,9% a régi (2004 előtti), 1,1% az új EU-tagállamokból érkezett. 0,5% a volt Jugoszlávia (Szlovénia és Horvátország nélkül) vagy Törökország, 1,6% egyéb országok polgára. 2001-ben a lakosok 94,5%-a római katolikusnak, 1,1% evangélikusnak, 2,6% pedig felekezeten kívülinek vallotta magát.
A lakosság számának változása:

| 2016 | 1 521 |
| 2018 | 1 532 |

## Látnivalók
- a schwarzenaui kastély
- a Mária szíve-plébániatemplom 1903-ban épült neogótikus stílusban
- Großhaselbach Szt. Márton-plébániatemploma

## Fordítás
- Ez a szócikk részben vagy egészben  a   Schwarzenau (Niederösterreich) című német Wikipédia-szócikk ezen változatának fordításán alapul.  Az eredeti cikk szerkesztőit annak laptörténete sorolja fel. Ez a jelzés csupán a megfogalmazás eredetét és a szerzői jogokat jelzi, nem szolgál a cikkben szereplő információk forrásmegjelöléseként.